# Even Hole
Even Hole (31 agosto 1957) è un allenatore di sci alpino ed ex sciatore alpino norvegese.

## Biografia
Specialista delle prove veloci, Hole in Coppa del Mondo ottenne il primo piazzamento il 16 dicembre 1979 a Madonna di Campiglio in combinata (9º), l'unico podio il 13 dicembre 1981 nelle medesime località e specialità (3º) e l'ultimo piazzamento il 14 dicembre 1982 a Garmisch-Partenkirchen ancora in combinata (6º); non prese parte a rassegne olimpiche né ottenne piazzamenti ai Campionati mondiali. Dopo il ritiro è divenuto allenatore nei quadri della Federazione sciistica della Norvegia.

## Palmarès

### Coppa del Mondo
- Miglior piazzamento in classifica generale: 37º nel 1982
- 1 podio:
  - 1 terzo posto

### Campionati norvegesi
- 10 medaglie[senza fonte] (dati parziali fino alla stagione 1976-1977):
  - 4 ori (combinata nel 1981; discesa libera, combinata nel 1982; discesa libera nel 1983)[1]
  - 4 argenti (discesa libera nel 1981; slalom gigante, combinata nel 1983; discesa libera nel 1984)
  -  2 bronzi (discesa libera nel 1977; discesa libera nel 1979)[senza fonte]